# 1994年冬季残疾人奥林匹克运动会加拿大代表团
1994年冬季残疾人奥林匹克运动会加拿大代表团是加拿大派出的1994年冬季残疾人奥林匹克运动会代表团。获得1枚金牌、2枚银牌和5枚铜牌。